# طلاق (فیلم ۱۳۴۲)
طلاق فیلمی به کارگردانی گرجی عبادیا و نویسندگی عباس کسایی محصول سال ۱۳۴۲ است.

## خلاصه داستان
مردی هوس باز همسرش را با وجود دو فرزند طلاق می‌دهد...

## بازیگران
- محمدرضا فاضلی
- فریده نصیری
- منصور سپهرنیا
- اکبر هاشمی
- قدسی کاشانی
- سیمین علی‌زاده
- کیوان
- علی نوری
- شهری
- هادی مشکوت
- مازیار بازیاران
- فرامرز
- علی آزاد
- رضا بیک ایمانوردی
- امیرآبادی
- حسن شاهین